# ILF2
ILF2 (англ. Interleukin enhancer binding factor 2) – білок, який кодується однойменним геном, розташованим у людей на короткому плечі 1-ї хромосоми.  Довжина поліпептидного ланцюга білка становить 390 амінокислот, а молекулярна маса — 43 062.
| 10         |  | 20         |  | 30         |  | 40         |  | 50         |
| ---------- |  | ---------- |  | ---------- |  | ---------- |  | ---------- |
| MRGDRGRGRG |  | GRFGSRGGPG |  | GGFRPFVPHI |  | PFDFYLCEMA |  | FPRVKPAPDE |
| TSFSEALLKR |  | NQDLAPNSAE |  | QASILSLVTK |  | INNVIDNLIV |  | APGTFEVQIE |
| EVRQVGSYKK |  | GTMTTGHNVA |  | DLVVILKILP |  | TLEAVAALGN |  | KVVESLRAQD |
| PSEVLTMLTN |  | ETGFEISSSD |  | ATVKILITTV |  | PPNLRKLDPE |  | LHLDIKVLQS |
| ALAAIRHARW |  | FEENASQSTV |  | KVLIRLLKDL |  | RIRFPGFEPL |  | TPWILDLLGH |
| YAVMNNPTRQ |  | PLALNVAYRR |  | CLQILAAGLF |  | LPGSVGITDP |  | CESGNFRVHT |
| VMTLEQQDMV |  | CYTAQTLVRI |  | LSHGGFRKIL |  | GQEGDASYLA |  | SEISTWDGVI |
| VTPSEKAYEK |  | PPEKKEGEEE |  | EENTEEPPQG |  | EEEESMETQE |  |            |

A: Аланін

C: Цистеїн

D: Аспарагінова кислота

E: Глутамінова кислота

F: Фенілаланін

G: Гліцин

H: Гістидин

I: Ізолейцин

K: Лізин

L: Лейцин

M: Метіонін

N: Аспарагін

P: Пролін

Q: Глутамін

R: Аргінін

S: Серин

T: Треонін

V: Валін

W: Триптофан

Кодований геном білок за функціями належить до активаторів, фосфопротеїнів. 
Задіяний у таких біологічних процесах як транскрипція, регуляція транскрипції. 
Білок має сайт для зв'язування з ДНК. 
Локалізований у цитоплазмі, ядрі.